# Oligostigma leucomma
Oligostigma leucomma là một loài bướm đêm trong họ Crambidae.